# Linie-4-Derby
Das Linie-4-Derby (4호선 더비, auch Surisan-Derby 수리산 더비 genannt) ist ein Fußballderby zwischen dem FC Anyang und den Ansan Greeners FC. Dieses Derby fand zum ersten Mal in der K League Challenge 2014 statt. Das Derby wurde auch vom Greeners-Vorgänger-Verein Ansan Mugunghwa FC durchgeführt.

## Geschichte

### Vorgeschichte
Das Derby ist ein geografisches Derby, welches aufgrund der Nähe ihrer Städte besteht. Da beide Städte mit der U-Bahn Seoul-Linie 4 miteinander verbunden sind, wurde das Derby Linie-4-Derby genannt.

## Spielstätten der beiden Vereine
| FC Anyang         | Ansan Greeners FC |
| ----------------- | ----------------- |
| Vereinslogo       | Vereinslogo       |
| Anyang-Stadion    | Ansan-Wa~-Stadion |
| Kapazität: 18.216 | Kapazität: 35.000 |

## Begegnungen
Die folgende Tabelle listet alle Ligaspiele, in denen die beiden Mannschaften aufeinander trafen, in chronologischer Reihenfolge auf.

### Alle Ligabegegnungen
| 12. April 2014 | FC Anyang | 2:0 | Ansan Mugunghwa FC | Anyang-Stadion, Anyang |
| 12. April 2014 |           |     |                    | Anyang-Stadion, Anyang |

| 14. September 2014 | FC Anyang          | 1:2 | Ansan Mugunghwa FC               | Anyang-Stadion, Anyang |
| 14. September 2014 | 55′ Park Seung-jin |     | 60′ Yun Jun-ha, 80′ Jo Jae-cheol | Anyang-Stadion, Anyang |

| 4. Oktober 2014 | Ansan Mugunghwa FC | 0:3                                                   | FC Anyang | Ansan-Wa~-Stadion, Ansan |
| 4. Oktober 2014 |                    | 4′ Park Seung-jin, 9′ Park Seung-jin, 59′ Choi Jin-su |           | Ansan-Wa~-Stadion, Ansan |

| 5. November 2014 | Ansan Mugunghwa FC | 1:1 | FC Anyang | Ansan-Wa~-Stadion, Ansan |
| 5. November 2014 |                    |     |           | Ansan-Wa~-Stadion, Ansan |

| 24. Mai 2015 | FC Anyang        | 0:1 | Ansan Mugunghwa FC | Anyang-Stadion, Anyang |
| 24. Mai 2015 | 23′ Park Heui-do |     |                    | Anyang-Stadion, Anyang |

| 21. Juni 2015 | Ansan Mugunghwa FC | 0:0 | FC Anyang | Ansan-Wa~-Stadion, Ansan |
| 21. Juni 2015 |                    |     |           | Ansan-Wa~-Stadion, Ansan |

| 26. Juli 2015 | FC Anyang                            | 2:1 | Ansan Mugunghwa FC | Anyang-Stadion, Anyang |
| 26. Juli 2015 | 63′ Ko Kyeong-min, 67′ Ko Kyeong-min |     | 84′ Jeong Hyeok    | Anyang-Stadion, Anyang |

| 22. November 2015 | Ansan Mugunghwa FC | 1:2 | FC Anyang                           | Ansan-Wa~-Stadion, Ansan |
| 22. November 2015 | 27′ Kang Seung-jo  |     | 12′ Ka Sol-hyeon, 72′ Jeong Min-kyu | Ansan-Wa~-Stadion, Ansan |

| 14. Mai 2016 | Ansan Mugunghwa FC                 | 2:1 | FC Anyang       | Ansan-Wa~-Stadion, Ansan |
| 14. Mai 2016 | 58′ Han Ji-ho, 62′ Lee Hyeon-seung |     | 47′ Lee Sang-uh | Ansan-Wa~-Stadion, Ansan |

| 9. Juli 2016 | FC Anyang        | 1:0 | Ansan Mugunghwa FC | Anyang-Stadion, Anyang |
| 9. Juli 2016 | 84′ Kim Min-kyun |     |                    | Anyang-Stadion, Anyang |

| 10. August 2016 | Ansan Mugunghwa FC                 | 2:2 | FC Anyang                       | Ansan-Wa~-Stadion, Ansan |
| 10. August 2016 | 46′ Jeong Seung-min, 73′ Han Ji-ho |     | 25′ Yu Su-hyeon, 90′ Kim Hyo-gi | Ansan-Wa~-Stadion, Ansan |

| 30. Oktober 2016 | FC Anyang                         | 2:3 | Ansan Mugunghwa FC                                | Anyang-Stadion, Anyang |
| 30. Oktober 2016 | 19′ Kim Min-kyun, 21′ Kim Dae-han |     | 27′ Kim Jae-ung, 48′ Kang Seung-jo, 51′ Han Ji-ho | Anyang-Stadion, Anyang |

| 19. März 2017 | Ansan Greeners FC | 1:0 | FC Anyang | Ansan-Wa~-Stadion, Ansan |
| 19. März 2017 | 72′ Rotkovic      |     |           | Ansan-Wa~-Stadion, Ansan |

| 21. Mai 2017 | FC Anyang                          | 2:1 | Ansan Greeners FC  | Anyang-Stadion, Anyang |
| 21. Mai 2017 | 39′ Choi Yeong-hun, 71′ Song Ju-ho |     | 67′ Kim Myeong-jae | Anyang-Stadion, Anyang |

| 23. August 2017 | Ansan Greeners FC                  | 2:2 | FC Anyang                       | Ansan-Wa~-Stadion, Ansan |
| 23. August 2017 | 88′ Han Keun-yong, 90′ Park Han-su |     | 80′ Jo Seok-jae, 98′ Kim Hyo-gi | Ansan-Wa~-Stadion, Ansan |

| 23. September 2017 | FC Anyang                      | 2:0 | Ansan Greeners FC | Anyang-Stadion, Anyang |
| 23. September 2017 | 77′ Kim Shin-cheol, 87′ Lukian |     |                   | Anyang-Stadion, Anyang |

| 17. März 2018 | Ansan Greeners FC                    | 2:1 | FC Anyang          | Ansan-Wa~-Stadion, Ansan Zuschauer: 1.581 Schiedsrichter: Jeong Dong-shik |
| 17. März 2018 | 23′ Hong Dong-hyeon, 70′ Seku Conneh |     | 49′ Jeong Heui-ung | Ansan-Wa~-Stadion, Ansan Zuschauer: 1.581 Schiedsrichter: Jeong Dong-shik |

| 30. Juni 2018 | FC Anyang       | 1:0 | Ansan Greeners FC | Anyang-Stadion, Anyang Zuschauer: 1.123 Schiedsrichter: Park Jin-ho |
| 30. Juni 2018 | 78′ Kim Won-min |     |                   | Anyang-Stadion, Anyang Zuschauer: 1.123 Schiedsrichter: Park Jin-ho |

| 5. August 2018 | FC Anyang                                      | 3:2 | Ansan Greeners FC        | Anyang-Stadion, Anyang Zuschauer: 1.225 Schiedsrichter: Seong Deok-hyo |
| 5. August 2018 | 13′ Marcos, 35′ Kim Kyeong-jun, 92′ Song Ju-ho |     | 20′ Raúl, 24′ Lee In-jae | Anyang-Stadion, Anyang Zuschauer: 1.225 Schiedsrichter: Seong Deok-hyo |

| 6. Oktober 2018 | Ansan Greeners FC | 0:2                          | FC Anyang | Ansan-Wa~-Stadion, Ansan Zuschauer: 645 Schiedsrichter: Kim Yeong-su |
| 6. Oktober 2018 |                   | 66′ Kim Kyeong-jun, 85′ Alex |           | Ansan-Wa~-Stadion, Ansan Zuschauer: 645 Schiedsrichter: Kim Yeong-su |

| 31. März 2019 | Ansan Greeners FC | 1:1 | FC Anyang            | Ansan-Wa~-Stadion, Ansan Zuschauer: 2.862 Schiedsrichter: Seo Dong-jin |
| 31. März 2019 | 36′ Kim Yeon-su   |     | 72′ Mykola Kovtalyuk | Ansan-Wa~-Stadion, Ansan Zuschauer: 2.862 Schiedsrichter: Seo Dong-jin |

| 12. Mai 2019 | FC Anyang | 0:0 | Ansan Greeners FC | Anyang-Stadion, Anyang Zuschauer: 11.098 Schiedsrichter: Jo Ji-eum |
| 12. Mai 2019 |           |     |                   | Anyang-Stadion, Anyang Zuschauer: 11.098 Schiedsrichter: Jo Ji-eum |

| 15. September 2019 | Ansan Greeners FC | 1:3 | FC Anyang                                    | Ansan-Wa~-Stadion, Ansan Zuschauer: 2.437 Schiedsrichter: Choi Il-uh |
| 15. September 2019 | 62′ Bang Chan-jun |     | 31′ Kim Sang-won, 35′ Kim Sang-won, 44′ Alex | Ansan-Wa~-Stadion, Ansan Zuschauer: 2.437 Schiedsrichter: Choi Il-uh |

| 26. Oktober 2019 | FC Anyang                                      | 3:2 | Ansan Greeners FC                          | Anyang-Stadion, Anyang Zuschauer: 8.690 Schiedsrichter: Jo Ji-eum |
| 26. Oktober 2019 | 55′ Lee Jeong-bin, 85′ Alex, 96′ Lee Seon-geol |     | 52′ Masatoshi Ishida, 70′ Masatoshi Ishida | Anyang-Stadion, Anyang Zuschauer: 8.690 Schiedsrichter: Jo Ji-eum |

### Zusammenfassung
| Liga       | Spiele | Mugunghwa/Greeners FC gewinnt | Unentschieden | FC Anyang gewinnt | Mugunghwa/Greeners FC Tore | FC Anyang Tore |
| ---------- | ------ | ----------------------------- | ------------- | ----------------- | -------------------------- | -------------- |
| K League 2 | 24     | 6                             | 6             | 12                | 25                         | 38             |
| Insgesamt  | 24     | 6                             | 6             | 12                | 25                         | 38             |